# Workforce
Workforce (* 14. März 2007) ist ein von Juddmonte Farms gezogenes und von Michael Stoute trainiertes Englisches Vollblutpferd. Seine größten Erfolge waren seine Siege als Dreijähriger im Epsom Derby und im Prix de l’Arc de Triomphe 2010.
Bei seinem Derbysieg am 5. Juni 2010 verbesserte Workforce den bis dahin bestehenden Bahnrekord auf den Epsom Downs um über eine Sekunde auf 2:32,31 Sekunden und deklassierte die Konkurrenz mit einem Vorsprung von sieben Längen. Nach einem weniger guten Abschneiden in den King George VI and Queen Elizabeth Stakes am 24. Juli ließ sein Besitzer ihn dennoch im Prix de l’Arc de Triomphe laufen, den er mit einem Kopf Vorsprung vor seinem japanischen Konkurrenten Nakayama Festa für sich entscheiden konnte.
Anders als viele Sieger des englischen Derbys kam er vierjährig noch nicht in die Zucht, sondern verblieb im Training. Im Mai 2011 gewann er mit den Brigadier Gerard Stakes ein Gruppe 3-Rennen und wurde anschließend in den Eclipse Stakes nur vom australischen Champion So You Think geschlagen. Einen zweiten Anlauf im „King George“ beendete er mit dem zweiten Platz. Im Oktober 2011 wurde er bei seinem Versuch, den Titel des inoffiziellen Weltmeisters auf der Distanz von eineinhalb Meilen im Prix de l’Arc de Triomphe zu verteidigen nach unglücklichem Rennverlauf nur Zwölfter. In diesem Rennen siegte die in Deutschland von Peter Schiergen trainierte Stute Danedream.